# Académie d'Agriculture

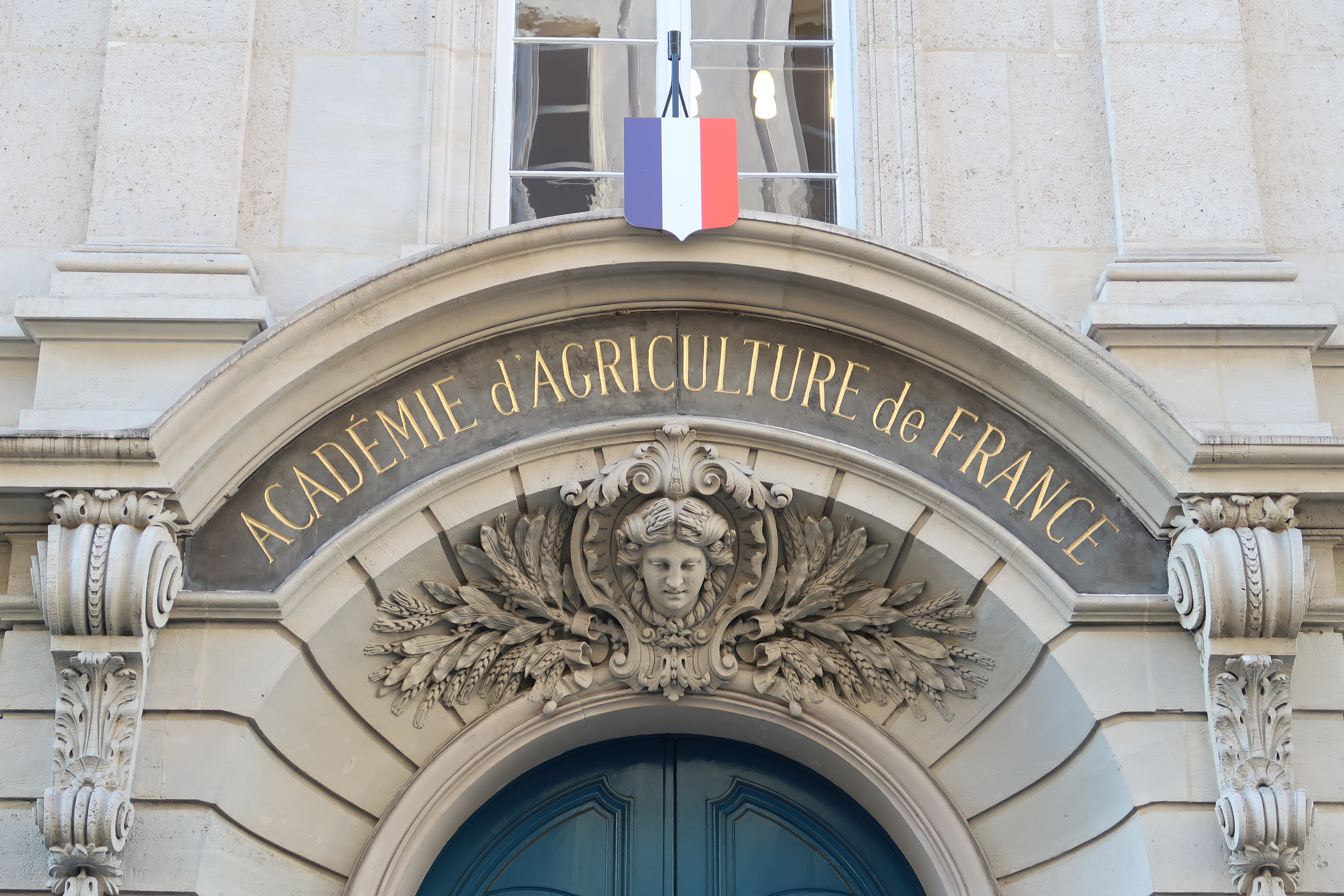
Académie

La Academia de Agricultura de Francia (en francés Académie d'agriculture de France) es una asociación voluntaria  cuyo objetivo es contribuir a la evolución de la agricultura y la vida rural en los ámbitos científico, técnico, económico, judicial, legal, social y cultural. Es el sucesor de la société d'agricultura de la Généralité de París, fundada en 1761 por Luis XV y ha funcionado en su forma actual desde un decreto de 1878 que lo reconoció como una utilidad pública. 
Cuenta con 120 miembros titulares y 180 miembros franceses correspondientes, así como 60 miembros extranjeros. Su oficina es su órgano ejecutivo y está integrado por 6 miembros, con un presidente elegido por un año y un secretario vitalicio elegido por sus pares y nombrado por decreto del Presidente de Francia. Otorga medallas y premios anuales por contribuciones al avance del conocimiento agrícola. Se encuentra en París en un hôtel particulier en 18 rue de Bellechasse en el XVII Distrito de París. 

## Nombres
- 1761 - 1788 :  Société Royale d'Agricultura de la Généralité de París.
- 1788 - 1790 : Société Royale d'Agricultura de Francia.
- 1790 - 1793 : Société d'Agricultura de Francia.
- 1793 : Société d'Hommes Libres.
- 1798 - 1814 : Société d'Agricultura du Département de la Seine.
- 1814 - 1848 : Société Royale et Centrale d'Agricultura.
- 1848 - 1853 : Société Nationale et Centrale d'Agricultura.
- 1853 - 1859 : Société Impériale et Centrale d'Agricultura.
- 1860 - 1870 : Société Impériale et Centrale d'Agricultura de Francia.
- 1871 - 1915 : Société Nationale et Centrale d'Agricultura de Francia.
- 1915 - al presente: Académie d'Agricultura de Francia.